# 张知寒
张知寒（1928年10月28日—1998年7月16日），原名张振衡，山东滕州人，出生于龙阳镇顾庙村，中国著名墨学研究专家，墨子国际学术研究会首任会长。最早提出墨子里籍「滕州说」。

## 个人简历
- 1948年 华东大学
- 1950年 加入中国共产党
- 1954年 山东大学历史系
- 1958年 被划为右派，劳动改造
- 1962年 解除劳教，回滕县务农
- 1976年 滕县卫生学校任教
- 1979年 山东大学任教
- 1988年 退休，从事墨学研究

## 主要作品
- 墨子志 [专著]   张知寒主编
- 读墨余论
- 墨子里籍考论
- 古代医药精华录